# Fifth Angel
Fifth Angel est un groupe américain de heavy metal, originaire de Bellevue dans l'État de Washington.

## Histoire
Fifth Angel est formé dans la banlieue de Seattle en 1983, plus précisément dans la région de Bellevue. La formation initiale du groupe était composée de Ted Pilot (chant), James Byrd (guitare solo), Ed Archer (guitare rythmique), Ken Mary (batterie) et Kenny Kay (basse). Cette formation est entrée au studio Steve Lawson Productions fin 1983 avec Terry Date comme producteur/ingénieur et enregistre une démo de quatre chansons composée de Fade to Flames, Fifth Angel, In the Fallout, et Wings of Destiny. Shrapnel Records les signe en 1985 et finance l'enregistrement de cinq autres chansons pour compléter un album éponyme, qui paraît finalement en 1986,.
Kenny Kay quitte le groupe en 1987 et est remplacé par John Macko. Le groupe signe un contrat avec Epic Records en 1988 et le premier album est réédité. Alors que le groupe se prépare à enregistrer un deuxième album, il fait appel à Kendall Bechtell pour remplacer le guitariste fondateur James Byrd. En 1989, l'album suivant, Time Will Tell, paraît, mais le groupe a perdu le soutien de son label et ses membres se séparent en 1990.
En 2009, Ed Archer, John Macko et Kendall Bechtel se sont reformés ; ils sont rejoints par le batteur Jeffrey McCormack et en 2010, le groupe joue son premier concert de son histoire au Keep it True Festival, avec le chanteur invité Peter Orullian (ex-Heir Apparent). McCormack quitte le groupe en 2011, et le chanteur annonce David Fefolt (qui a participé à quelques démos, mais n'a jamais joué en live ou enregistré officiellement avec le groupe).
En 2017, Fifth Angel redevient actif. Le batteur original Ken Mary rejoint le groupe, et le chanteur Peter Orullian est revenu chanter pour quelques engagements en 2017. Le groupe réserve deux concerts pour l'année : Le 22 avril 2017 au El Corazon de Seattle, Washington, et le 29 avril 2017 au Keep it True Festival en Allemagne. Le groupe avait également une énorme ardoise de démos sur lesquelles il prévoyait de travailler après le Keep It True Festival, dans l'espoir de mettre enfin sur pied un nouveau disque. Leur troisième album, The Third Secret, sort le 26 octobre 2018 sur Nuclear Blast,. Fifth Angel annonce qu'il serait la tête d'affiche du Crusher Festival en Allemagne en 2024.

## Discographie
- 1986 : Fifth Angel (Shrapnel (117e des charts américains[7]))
- 1989 : Time Will Tell (Epic)
- 2018 : The Third Secret (Nuclear Blast)
- 2023 : When Angels Kill (Nuclear Blast)